# دریاچه ابه
دریاچه ابه (انگلیسی: Lake Abbe) دریاچه ای است در مرز اتیوپی و جیبوتی. این دریاچه از نوع دریاچه آب شور است.